# 사랑아 사랑아
《사랑아 사랑아》는 2012년 5월 7일부터 2013년 1월 4일까지 방영된 한국방송공사 TV소설이다.

## 기획 의도
꿈이 사라진 현대 사람 냄새가 가득한 70년대 격동의 현대사를 TV 소설로 그려낸 드라마이다.

## 등장 인물

### 주요 인물
- 황선희 : 홍승희 역 (40대 : 윤세아) - 본작의 여주인공.
- 송채윤 : 홍승아(한애리) 역 (40대 : 오나라) - 본작의 서브 여주인공.
- 오창석 : 박노경 역 (40대 : 지진희) - 본작의 남주인공.
- 김산호 : 강태범 역 - 본작의 서브 남주인공.

### 다미울 식구들
- 김영옥 : 이금옥 역
- 선우재덕 : 홍윤식 역 - 본작의 만악의 근원.
- 김예령 : 김양자 역 - 본작의 진정한 대인배.
- 김효원 : 이금동 역
- 김주엽 : 홍승구 역
- 김경숙 : 오방순 역
- 권오현 : 김춘봉 역

### 색오름 식구들
- 이일화 : 최명주 역
- 김석옥 : 유씨 역
- 한민채 : 김양 역
- 이지은 : 방곱단 역
- 정승호 : 심상철 역
- 김주현 : 심연홍 역

### 소망 병원 식구들
- 김규철 : 여삼추 역
- 김보미 : 김말년 역
- 강민아 : 여의주 역
- 장다경 : 최민영 역

### 그외 인물
- 정아율 : 영심이 역
- 전다정 : 아낙네 역

## 연장
- 사랑아 사랑아 방영 분량이 120부작에서 55회 연장되어 175부작으로 변경 및 확정되었다.

## 수상 경력
- 2012 KBS 연기대상 일일극 부문 여자 우수 연기상 김예령
- 2012 제20회 대한민국 문화연예대상 드라마부문 남자 신인상 오창석

## 참고 사항
- 제작사 측은 영심이 역의 정아율의 갑작스런 사망으로 인해 대본 수정을 논의하기도 했다.[1]

### 정치적 의도 여부
- 남성 주인공 2명의 경우 공안 검사와 건설회사 직원으로 나오고 있으며, 공안 검사에 대한 긍정적인 이미지를 주기 위해서 포장된 면이 많고, 건설회사 직원의 경우는 이명박 대통령을 모티브로 운동권 학생에서 초고속 승진을 하는 건실한 직원으로 꾸며지고 있다.

- 여주인공 어머니 집안은 친일파로, 친일파도 피해자일 수 있음을 내포하고 있다. 금동의 처의 경우, 배경이 되는 경상도 구미와 다른 전라도 출신으로 전라도 사투리 구사하며 각종 사건의 원인을 제공하고 가족간에 불화를 만드는 주범으로 등장한다.

- 이처럼 보이는 인물들의 이미지를 통해 아침드라마의 주 시청층을 대상으로 지역감정을 강화시키고, 현 정권에 대한 긍정적인 이미지를 구축하기 위한 일련의 활동으로 보인다는 의견이 있다.

## 같이 보기
- 한국방송공사